# Palazzo Bartolini Salimbeni-Lenzoni
Palazzo Bartolini Salimbeni-Lenzoni è un edificio di Firenze, situato in via Verdi 1-3, con affacci su via Torta, piazza Santa Croce e via de' Lavatoi.

## Storia
Costruito nel Seicento per i Bartolini Salimbeni da Raffaello del Bianco nel luogo dove insisteva un edificio con loggia della famiglia Risaliti, il palazzo è ricordato e segnalato da Giovanni Cinelli per la vaghezza del disegno e la «...ben intesa facciata [...] che riempie l'occhio di diletto a chiunque lo mira». La famiglia aveva già importanti palazzi nella zona di Santa Trinita (palazzo Bartolini Salimbeni) e di Santa Maria Novella (palazzo di Valfonda) e nel XVII secolo indirizzò i propri interessi anche verso questa parte della città. La notizia che vorrebbe questa fabbrica realizzata "rifondandola dalle fondamenta", sembrerebbe contraddetta dai notevoli resti di filaretto rilevati sotto gli intonaci del piano terreno a seguito dei danni (e della conseguente caduta degli intonaci stessi) dell'alluvione del 1966. 
Rimaneggiato nell'Ottocento da Giuseppe Martelli, fu successivamente dei Dei e quindi di Carlotta de' Medici che, sposandosi con Francesco Lenzoni, portò a quest'ultimo in dote la proprietà. 
Posto in una zona particolarmente colpita in caso di alluvione (non a caso questo tratto della via si chiamava "via del Diluvio" dopo l'alluvione del 1557), fu danneggiato gravemente anche il 4 novembre 1966 (quando qui le acque raggiungessero i cinque metri di altezza). Il palazzo è stato successivamente restaurato tra il 1968 e il 1969. 
L'edificio è sottoposto a vincolo architettonico dal 1968.

## Descrizione

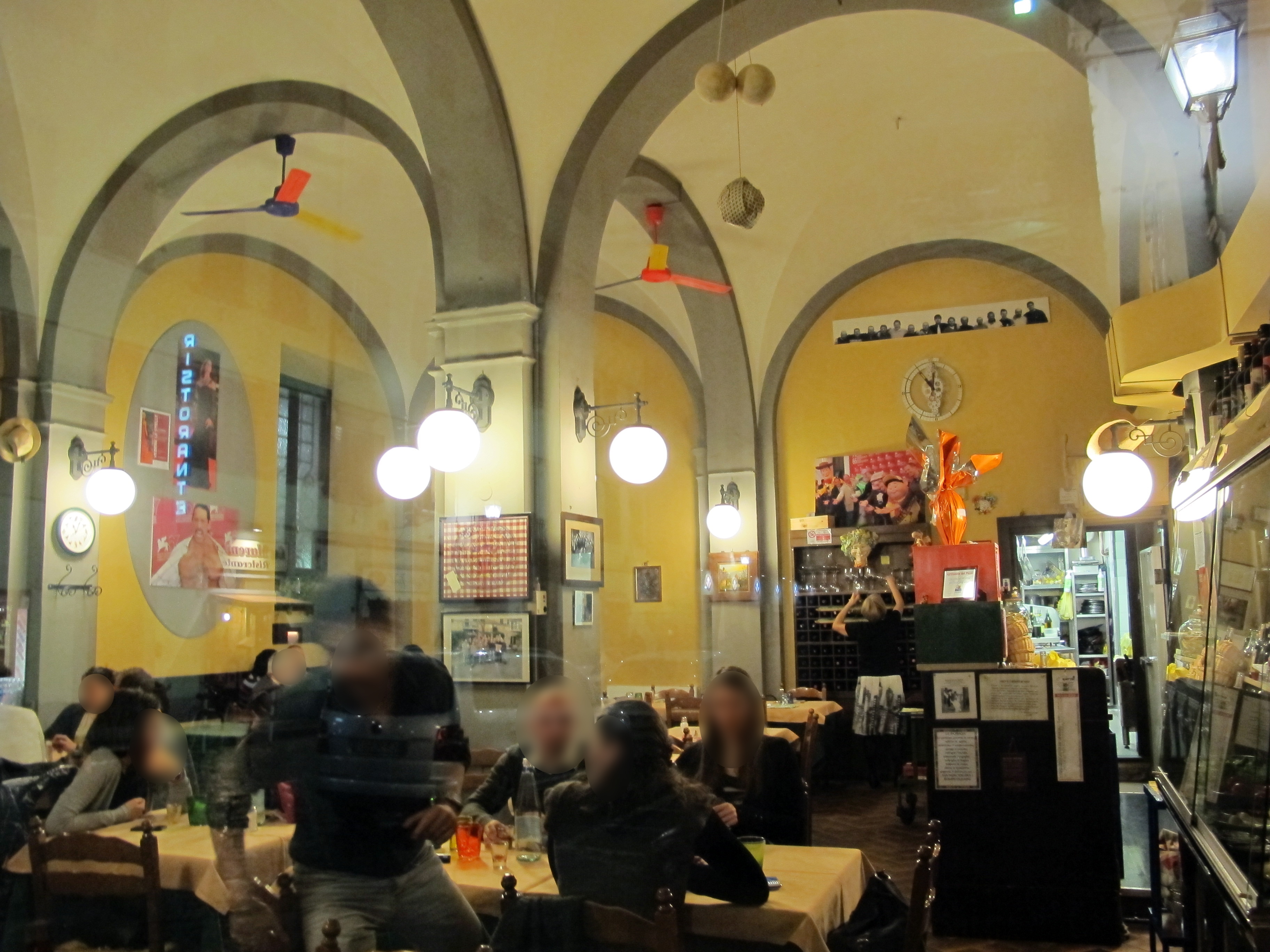
Interno

Il grande palazzo si sviluppa su tre piani e un mezzanino, con cinque assi su via Torta, nove sulla linea della piazza e di via Verdi, e due su via de' Lavatoi, dove al piano terreno si apre un grande ambiente voltato adibito a ristorante. Le finestre, semplicemente ed elegantemente incorniciate da listre di pietra, sono arricchite ai piano terreno da belle inferriate di modello settecentesco. 
Come a suo tempo sottolineato da Mazzino Fossi, è un notevole esempio del recupero, proprio degli inizi del Seicento, del linguaggio architettonico rinascimentale, dopo la fase di sperimentazione manierista. Si vedano, ad esempio, le pilastrate angolari e, in parte, il portone, come pure la grandiosa gronda alla fiorentina. 
Sull'angolo di via de' Lavatoi è uno scudo con arme, ora illeggibile, che Walther Limburger riconduceva alla famiglia Lenzoni. Sicuramente a questa si riferisce l'arme che segna la cantonata con via Torta (restaurata nel 1989), ugualmente abrasa e lacunosa ma individuabile, per un frammento del pino sradicato, come propria della famiglia (d'oro, all'albero di pino sradicato al naturale, accostato al tronco da due mazze d'arme di nero legate di rosso, pendenti dai rami; e al capo d'Angiò). 
Negli ambienti interni convivono sia elementi propri della costruzione originaria (volte e soffitti), sia spazi frutto della rilettura data alla fabbrica da Giuseppe Martelli, come nel caso dell'ingresso (come la decorazione pittorica) e della scala. Su questa, oltre a un busto di un personaggio datato 1920, sono due grandi scudi sagomati in legno, uno con le armi dei Bartolini Salimbeni (inquartato: nel 1° e nel 4° di rosso, a tre losanghe d'oro, nel 2° e nel 3° di rosso, al leone troncato cuneato d'argento e di nero), l'altro della famiglia Vivai del Lion nero di Santa Croce (d'azzurro, a due pesci d'oro nuotanti l'uno sull'altro, quello inferiore rivolto, e al capo cucito d'Angiò abbassato sotto un capo d'argento caricato di uno scaglione d'azzurro sovraccaricato di tre coppie di crescenti addossati d'oro), il cui cognome, all'estinzione della famiglia nel 1870, venne ereditato da Pietro Bartolini Salimbeni. L'arme dei Lenzoni ricorre nuovamente incisa sui vetri della porta che chiude l'androne.